# Liste der Kulturdenkmale in Buttstädt
In der Liste der Kulturdenkmale in Buttstädt sind alle Kulturdenkmale der thüringischen Landgemeinde Buttstädt (Landkreis Sömmerda) und ihrer Ortsteile aufgelistet (Stand: 2006).

## Buttstädt

### Denkmalensemble
| Bild                                    | Bezeichnung                                                                      | Lage                          | Datierung | Beschreibung | ID |
| --------------------------------------- | -------------------------------------------------------------------------------- | ----------------------------- | --------- | ------------ | -- |
| Direkt Bild zu diesem Denkmal hochladen | Altstadt innerhalb des Stadtmauerrings, einschl. Wendenmarkt und Scheunenviertel | Koordinaten fehlen! Hilf mit. |           |              |    |

### Einzeldenkmale
| Bild                                    | Bezeichnung                                                    | Lage                           | Datierung                                                                       | Beschreibung | ID |
| --------------------------------------- | -------------------------------------------------------------- | ------------------------------ | ------------------------------------------------------------------------------- | ------------ | -- |
| weitere Bilder Fotos hochladen          | Michaeliskirche mit Ausstattung                                | Marktplatz 1 (Karte)           | ursprünglich 1501; nach Stadtbrand 1684 Wiederaufbau; Neuweihe 29. Oktober 1689 |              |    |
| weitere Bilder Fotos hochladen          | Camposanto, alter Friedhof mit historischen Grabstätten        | Am alten Friedhof 2 (Karte)    |                                                                                 |              |    |
| BW                                      | Turmwindmühle                                                  | Auf dem Lerchenberg 1 (Karte)  |                                                                                 |              |    |
| Fotos hochladen                         | Torbogen                                                       | Brücktorstraße 4 (Karte)       |                                                                                 |              |    |
| Fotos hochladen                         | Wohnhaus                                                       | Brücktorstraße 7               |                                                                                 |              |    |
| Fotos hochladen                         | Portal                                                         | Brücktorstraße 19 (Karte)      |                                                                                 |              |    |
| Fotos hochladen                         | Wohnhaus                                                       | Brücktorstraße 28              |                                                                                 |              |    |
| Fotos hochladen                         | Wohnhaus                                                       | Brühl 2 (Karte)                |                                                                                 |              |    |
| BW                                      | Inschriftstein von 1596                                        | Brühl 9 (Karte)                |                                                                                 |              |    |
| BW                                      | Pfarrhaus                                                      | Gustav-Reimann-Str. 1 (Karte)  |                                                                                 |              |    |
| BW                                      | Wohnhaus                                                       | Gustav-Reimann-Str. 2 (Karte)  |                                                                                 |              |    |
| BW                                      | Wohnhaus                                                       | Gustav-Reimann-Str. 7 (Karte)  |                                                                                 |              |    |
| Fotos hochladen                         | Wohnhaus                                                       | Hauptstraße 2 (Karte)          |                                                                                 |              |    |
| BW                                      | Wohnhaus                                                       | Hauptstraße 5 (Karte)          |                                                                                 |              |    |
| BW                                      | Kirchtreppchen                                                 | Kirchberg (Karte)              |                                                                                 |              |    |
| BW                                      | Schule                                                         | Kirchstraße 2 (Karte)          |                                                                                 |              |    |
| BW                                      | Portalrahmen und Tür                                           | Kirchstraße 3 (Karte)          |                                                                                 |              |    |
| BW                                      | Portalrahmen und Tür                                           | Kirchstraße 6 (Karte)          |                                                                                 |              |    |
| BW                                      | Inschrifttafel                                                 | Kirchstraße 8 (Karte)          |                                                                                 |              |    |
| BW                                      | Inschriftsteine                                                | Kirchstraße 16 (Karte)         |                                                                                 |              |    |
| BW                                      | Wohnhaus                                                       | Marktplatz 2 (Karte)           |                                                                                 |              |    |
| weitere Bilder Fotos hochladen          | Rathaus                                                        | Marktplatz 4 (Karte)           |                                                                                 |              |    |
| BW                                      | Portal                                                         | Marktplatz 5 (Karte)           |                                                                                 |              |    |
| Fotos hochladen                         | ehemaliges Stadtgut                                            | Marktplatz 6 (Karte)           |                                                                                 |              |    |
| weitere Bilder Fotos hochladen          | Marktbrunnen                                                   | Marktplatz (Karte)             |                                                                                 |              |    |
| Direkt Bild zu diesem Denkmal hochladen | Kriegerdenkmal 1914/18                                         | Marktplatz                     |                                                                                 |              |    |
| Direkt Bild zu diesem Denkmal hochladen | Inschriftstein                                                 | Meisterei 4                    |                                                                                 |              |    |
| Direkt Bild zu diesem Denkmal hochladen | Wohnhaus                                                       | Niederreißener Straße 2        |                                                                                 |              |    |
| BW                                      | Neuer Friedhof mit Trauerhalle, Einfriedung und Kriegerdenkmal | Oberwendenstraße (Karte)       |                                                                                 |              |    |
| BW                                      | Portal                                                         | Obertorstraße 1 (Karte)        |                                                                                 |              |    |
| Fotos hochladen                         | städtische Hofanlage                                           | Obertorstraße 2 (Karte)        |                                                                                 |              |    |
| BW                                      | Wandmalerei                                                    | Obertorstraße 4 (Karte)        |                                                                                 |              |    |
| Direkt Bild zu diesem Denkmal hochladen | Portal                                                         | Obertorstraße 13               |                                                                                 |              |    |
| Fotos hochladen                         | städtische Hofanlage                                           | Obertorstraße 17 (Karte)       |                                                                                 |              |    |
| BW                                      | Portalrahmen mit Tür und Inschriftstein von 1725               | Obertorstraße 27 (Karte)       |                                                                                 |              |    |
| BW                                      | Portal                                                         | Oberwendenstraße 14 (Karte)    |                                                                                 |              |    |
| Fotos hochladen                         | Portal und Tür                                                 | Rastenberger Straße 17 (Karte) |                                                                                 |              |    |
| Fotos hochladen                         | Portal und Tür                                                 | Rastenberger Straße 19 (Karte) |                                                                                 |              |    |
| BW                                      | Grundschule                                                    | Roßplatz 1 (Karte)             |                                                                                 |              |    |
| Fotos hochladen                         | ehemaliges Geleitshaus und Gasthaus „Zum goldenen Hufeisen“    | Roßplatz 6 (Karte)             |                                                                                 |              |    |
| Direkt Bild zu diesem Denkmal hochladen | Portal                                                         | Semmelgasse 3                  |                                                                                 |              |    |
| Fotos hochladen                         | Stadtmauerreste                                                | Koordinaten fehlen! Hilf mit.  |                                                                                 |              |    |
| Fotos hochladen                         | städtische Hofanlage                                           | Topfmarkt 1 (Karte)            |                                                                                 |              |    |
| Fotos hochladen                         | Tor und Inschriftsteine                                        | Topfmarkt 2 (Karte)            |                                                                                 |              |    |
| Direkt Bild zu diesem Denkmal hochladen | Inschrifttafel von 1606                                        | Topfmarkt                      |                                                                                 |              |    |
| Direkt Bild zu diesem Denkmal hochladen | Hofanlage                                                      | Windhöfe 13                    |                                                                                 |              |    |

## Ellersleben
Einzeldenkmale
| Bild                           | Bezeichnung            | Lage                  | Datierung | Beschreibung                                                                          | ID |
| ------------------------------ | ---------------------- | --------------------- | --------- | ------------------------------------------------------------------------------------- | -- |
| weitere Bilder Fotos hochladen | Kirche mit Ausstattung | Dorfstraße 26 (Karte) |           | Die Kirche St. Elisabeth und der Friedhof sind von einer kreisförmigen Mauer umgeben. |    |
| BW                             | Hofanlage              | Dorfstraße 67 (Karte) |           |                                                                                       |    |
| BW                             | Torbogen               | Dorfstraße 68 (Karte) |           |                                                                                       |    |

## Eßleben
Einzeldenkmale
| Bild                                    | Bezeichnung            | Lage                   | Datierung | Beschreibung | ID |
| --------------------------------------- | ---------------------- | ---------------------- | --------- | ------------ | -- |
| weitere Bilder Fotos hochladen          | Kirche mit Ausstattung | Hauptstraße 18 (Karte) |           |              |    |
| Direkt Bild zu diesem Denkmal hochladen | Hofanlage              | Hauptstraße 52         |           |              |    |
| weitere Bilder Fotos hochladen          | Turmwindmühle          | Hauptstraße 61 (Karte) |           |              |    |

## Großbrembach
Einzeldenkmale
| Bild                           | Bezeichnung                                               | Lage                           | Datierung | Beschreibung | ID |
| ------------------------------ | --------------------------------------------------------- | ------------------------------ | --------- | ------------ | -- |
| weitere Bilder Fotos hochladen | Kirche mit Ausstattung und historischen Grabmalen         | Platz der Demokratie (Karte)   |           |              |    |
| Fotos hochladen                | Pfarrhaus                                                 | Platz der Demokratie 1 (Karte) |           |              |    |
| BW                             | Hofanlage                                                 | Brüggerstraße 14 (Karte)       |           |              |    |
| Fotos hochladen                | Gasthaus Ratskeller, Relief und Inschriftentafel von 1790 | Hainstraße 4 (Karte)           |           |              |    |
| BW                             | Haustür                                                   | Hainstraße 22 (Karte)          |           |              |    |
| Fotos hochladen                | Hofanlage                                                 | Hainstraße 28 (Karte)          |           |              |    |
| BW                             | Inschrift                                                 | (Karte)                        |           |              |    |

## Guthmannshausen
Einzeldenkmale
| Bild                                    | Bezeichnung                                                               | Lage                     | Datierung | Beschreibung | ID |
| --------------------------------------- | ------------------------------------------------------------------------- | ------------------------ | --------- | ------------ | -- |
| weitere Bilder Fotos hochladen          | Kirche mit Ausstattung                                                    | Hauptstraße 1 (Karte)    |           |              |    |
| BW                                      | ehemaliges Mittleres Gut, Katechetisches Seminar „St. Philippus“          | Am Triebsand 194 (Karte) |           |              |    |
| Fotos hochladen                         | ehemaliges Unteres Gut, Bildungsseminar für die Thüringer Agrarverwaltung | Hauptstraße 2 (Karte)    |           |              |    |
| BW                                      | Pfarrhaus                                                                 | Hauptstraße 3 (Karte)    |           |              |    |
| BW                                      | ehemaliges Freigut                                                        | Hauptstraße 76 (Karte)   |           |              |    |
| Direkt Bild zu diesem Denkmal hochladen | Inschriftstein                                                            | Nr. 208                  |           |              |    |
| Direkt Bild zu diesem Denkmal hochladen | Inschriftstein                                                            | Nr. 213                  |           |              |    |

## Hardisleben
Einzeldenkmale
| Bild                                    | Bezeichnung                                                                 | Lage                          | Datierung | Beschreibung | ID |
| --------------------------------------- | --------------------------------------------------------------------------- | ----------------------------- | --------- | ------------ | -- |
| weitere Bilder Fotos hochladen          | Kirche mit Ausstattung, Friedhof mit Einfriedung und historischen Grabmalen | Kirchgasse (?) (Karte)        | 1505      |              |    |
| Direkt Bild zu diesem Denkmal hochladen | Niedermühle                                                                 | Buttstädter Straße 11         |           |              |    |
| Direkt Bild zu diesem Denkmal hochladen | Portal                                                                      | Buttstädter Straße 21         |           |              |    |
| Fotos hochladen                         | Bürgerhaus                                                                  | Buttstädter Straße 29 (Karte) |           |              |    |
| BW                                      | Hofanlage                                                                   | Krumme Gasse 151 (Karte)      |           |              |    |
| Direkt Bild zu diesem Denkmal hochladen | Stallgebäude                                                                | Rastenberger Straße 46        |           |              |    |
| weitere Bilder Fotos hochladen          | ehemaliges Schloss mit Wirtschaftsgebäude                                   | Schulgasse 1 (Karte)          |           |              |    |
| BW                                      | Hofanlage                                                                   | Zaubergasse 118 (Karte)       |           |              |    |

## Kleinbrembach
Einzeldenkmale
| Bild                           | Bezeichnung                                                           | Lage                          | Datierung | Beschreibung | ID |
| ------------------------------ | --------------------------------------------------------------------- | ----------------------------- | --------- | ------------ | -- |
| weitere Bilder Fotos hochladen | Kirche mit Ausstattung und Kirchhof mit Ummauerung und Kriegerdenkmal | Kirchgasse 1 (Karte)          | 1719      |              |    |
| BW                             | Pfarrhaus mit Nebengebäuden                                           | Kirchgasse 5 (Karte)          |           |              |    |
| BW                             | ehemalige Mühle                                                       | Lange Gasse 8 (Karte)         |           |              |    |
| BW                             | Wohnhaus                                                              | Straße der Einheit 24 (Karte) |           |              |    |

## Mannstedt
Einzeldenkmale
| Bild                                    | Bezeichnung            | Lage                    | Datierung | Beschreibung | ID |
| --------------------------------------- | ---------------------- | ----------------------- | --------- | ------------ | -- |
| weitere Bilder Fotos hochladen          | Kirche mit Ausstattung | Karlsplatz (Karte)      | 1745      |              |    |
| BW                                      | Hofanlage              | Am Gasthofe 106 (Karte) |           |              |    |
| BW                                      | Hofanlage              | Neue Gasse 88 (Karte)   |           |              |    |
| Direkt Bild zu diesem Denkmal hochladen | Peststein in der Flur  | Straße nach Buttstädt   |           |              |    |
| Direkt Bild zu diesem Denkmal hochladen | Hofanlage              | Nr. 90                  |           |              |    |

## Olbersleben
Einzeldenkmale
| Bild                                    | Bezeichnung                                       | Lage                       | Datierung | Beschreibung | ID |
| --------------------------------------- | ------------------------------------------------- | -------------------------- | --------- | ------------ | -- |
| weitere Bilder Fotos hochladen          | Kirche mit Ausstattung                            | Kirchplatz 146 (Karte)     |           |              |    |
| Direkt Bild zu diesem Denkmal hochladen | Wohnhaus                                          | Brauhausstraße 18          |           |              |    |
| BW                                      | Gemeindeschenke                                   | Brauhausstraße 201 (Karte) |           |              |    |
| Direkt Bild zu diesem Denkmal hochladen | Hofanlage                                         | Hertelgasse 183            |           |              |    |
| Direkt Bild zu diesem Denkmal hochladen | Pfarrhof einschließlich Stallungen und Ummauerung | Kirchplatz 145             |           |              |    |
| Direkt Bild zu diesem Denkmal hochladen | Hofanlage                                         | Kölledaer Str. 127         |           |              |    |
| Direkt Bild zu diesem Denkmal hochladen | Hofanlage                                         | Schulgasse 136             |           |              |    |

## Rudersdorf
Einzeldenkmale
| Bild                                    | Bezeichnung                                                         | Lage                | Datierung | Beschreibung | ID |
| --------------------------------------- | ------------------------------------------------------------------- | ------------------- | --------- | ------------ | -- |
| weitere Bilder Fotos hochladen          | Kirche mit Ausstattung                                              | Hauptstraße (Karte) |           |              |    |
| Direkt Bild zu diesem Denkmal hochladen | Pfarrhaus, einschl. Nebengebäude und Einfriedung mit Inschriftstein | Hauptstr. 1         |           |              |    |

## Teutleben
Einzeldenkmale
| Bild                                    | Bezeichnung            | Lage                | Datierung | Beschreibung | ID |
| --------------------------------------- | ---------------------- | ------------------- | --------- | ------------ | -- |
| weitere Bilder Fotos hochladen          | Kirche mit Ausstattung | Plan 45 (Karte)     |           |              |    |
| Direkt Bild zu diesem Denkmal hochladen | Pfarrhaus mit Scheune  | Eßlebener Straße 45 |           |              |    |
| Direkt Bild zu diesem Denkmal hochladen | Hofanlage              | Plan 29             |           |              |    |

## Quelle
- Landkreis Sömmerda. (Memento vom 1. Februar 2017 im Internet Archive; PDF; 160 kB) landkreis-soemmerda.de, Auszug aus dem Denkmalbuch des Landes Thüringen